# Danielis

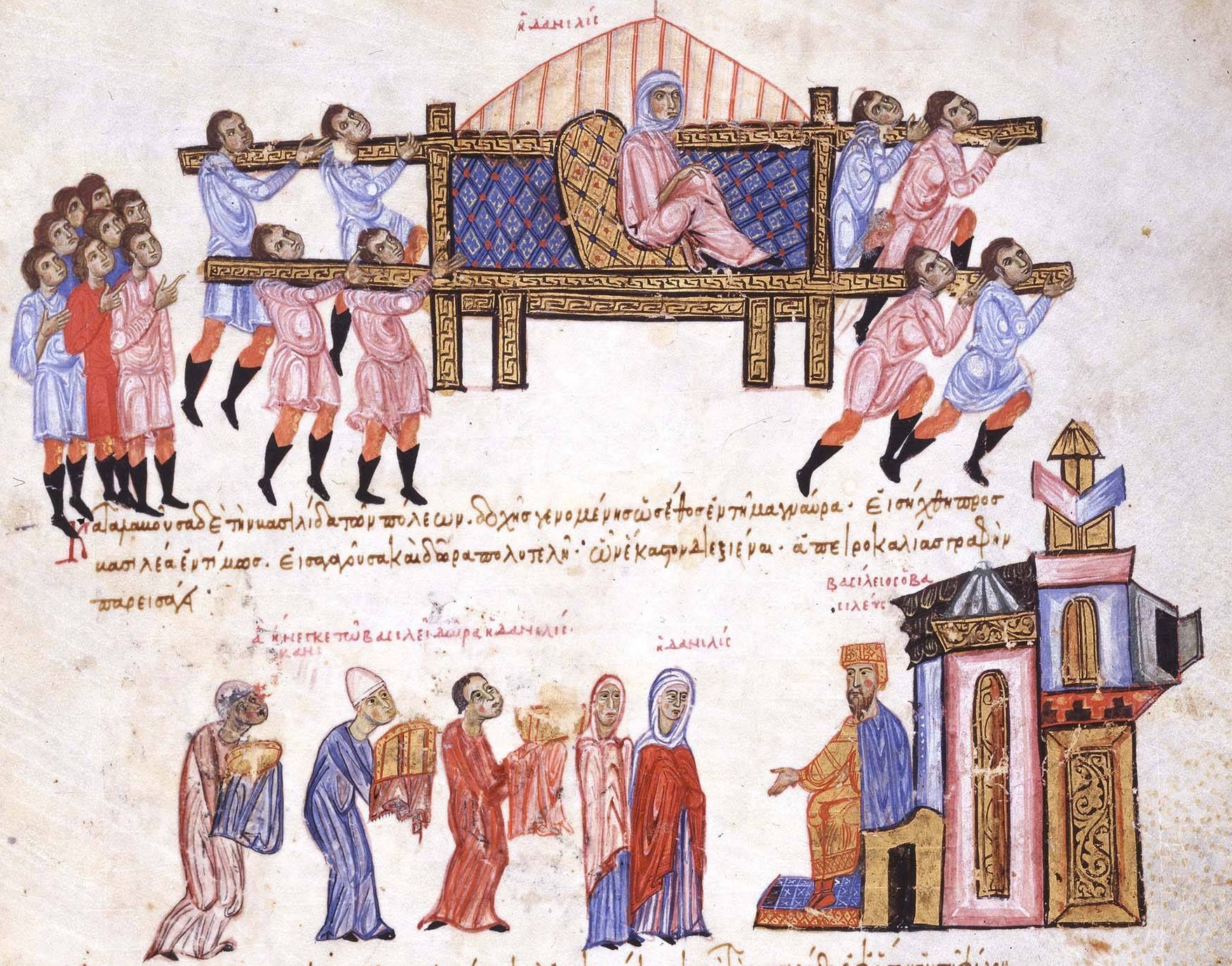
Danielis carregada por seus escravos até Constantinopla, onde se encontrou em o imperador. Iluminura do Escilitzes de Madri

Danielis (em grego: Δανιηλίς; romaniz.: Daniēlís; fl. século IX) foi uma nobre viúva bizantina de Patras. Segundo a tradição, era uma dona de terras extremamente rica, dona de parte significativa do Peloponeso, assim como de uma indústria florescente de tapetes e têxteis. Ela tornou-se conhecida de Basílio I, o Macedônio durante uma visita que ele fez a Patras, quando ainda era atendente de uma delegação imperial. Por algum motivo, Danielis ofereceu-lhe prendas e uma propriedade, que se tornou útil na sua subsequente subida ao trono imperial. Ela também viajou para Constantinopla com uma grande comitiva, para visitá-lo depois dele tornar-se imperador. A sua lealdade foi recompensada com o título de Rainha Mãe (Basileomētōr). Após a morte de Basílio, ela designou o filho de Basílio (Leão VI, o Sábio) como seu herdeiro. Leão libertaria três mil dos escravos de Danielis.